# Антонін Сохор
Антонін Со́хор (чеськ. Antonín Sochor, 16 липня 1914,м. Духцов — 16 серпня 1950) — чехословацький військовослужбовець, підполковник. Герой Радянського Союзу (21 грудня 1943).

## Біографія
Народився в м. Духцов (нині місто в Чехії). Закінчив військове училище. Після окупації Чехословаччини гітлерівськими військами (березень 1939) нелегально виїхав до Польщі (1939), звідти — до СРСР, де 1942 вступив до 1-го Чехословацького окремого батальйону (командир — Л. Свобода), що формувався в СРСР (пізніше — 1-ша Чехословацька окрема бригада в СРСР, і зрештою — 1-й Чехословацький армійський корпус в СРСР). Відзначився в бою за с. Соколів (нині с. Соколове Зміївського р-ну Харківської обл.), де 1-ша рота 1-го Чехословацького окремого батальйону спільно з радянськими військами вступила вперше в бій. Отримав поранення, але командував бійцями. За дії під Соколовим нагороджений орденом Червоного Прапора. У боях за Київ командував ротою автоматників танкового батальйону 1-ї Чехословацької окремої бригади, відзначився у вуличних боях та був удостоєний звання Героя Радянського Союзу. В боях на Дуклинському перевалі командував батальйоном автоматників, в одному з них — тяжко поранений. Після війни закінчив військову академію.
Загинув у автомобільній катастрофі.

## Пам'ять
- В південній частині міста Харкова (район селища Основа) є вулиця Антоніна Сохора